# HD 21291
HD 21291 (B Camelopardalis) é uma estrela na direção da Camelopardalis. Possui uma ascensão reta de 03h 29m 04.13s e uma declinação de +59° 56′ 25.2″. Sua magnitude aparente é igual a 4.21. Considerando sua distância de 4289 anos-luz em relação à Terra, sua magnitude absoluta é igual a −6.39. Pertence à classe espectral B9Ia.